# Yvonne Blake
Yvonne Ann Blake (Manchester, Anglia, 1940. április 17. – Madrid, Spanyolország, 2018. július 17.) Oscar-díjas angol jelmeztervező.

## Fontosabb filmjei
- A legjobb ház Londonban (The Best House in London) (1969)
- Az azték pap átka (A Talent for Loving) (1969)
- Falusi tánc (Country Dance) (1970)
- Az utolsó völgy (The Last Valley) (1971)
- Cárok végnapjai (Nicholas and Alexandra) (1971)
- Jézus Krisztus szupersztár (Jesus Christ Superstar) (1973)
- A három testőr, avagy a királyné gyémántjai (The Three Musketeers) (1973)
- A négy testőr, avagy a Milady bosszúja (The Four Musketeers) (1974)
- Nyerő páros (Ace Up My Sleeve) (1976)
- Robin és Marian (Robin and Marian) (1976)
- A sas leszállt (The Eagle Has Landed) (1976)
- Superman (1978)
- Műgyűjtők és kalandorok előnyben (Escape to Athena) (1979)
- Superman II. (1980)
- Smaragdháború (Green Ice) (1981)
- Utazó koporsó (Finders Keepers) (1984)
- Hús és vér (Flesh+Blood) (1985)
- Szél hátán (Remando al viento) (1988)
- A testőrök visszatérnek (The Return of the Musketeers) (1989)
- A cég érdekében (Company Business) (1991)
- A névtelen királynő (La reina anónima) (1992)
- Canción de cuna (1994)
- Csodás álmok jönnek (What Dreams May Come) (1998)
- Galiba a Gaudi házban (Gaudi Afternoon) (2001)
- Ördögi Színjáték – A Pap, a Várúr és a Boszorkány (The Reckoning) (2002)
- Carmen (2003)
- Szent Lajos király hídja (The Bridge of San Luis Rey) (2004)
- A fehér lovag (Tirante el Blanco) (2006)
- Goya kísértetei (Goya's Ghosts) (2006)

## Díjai
- Oscar-díj
  - 1971 (Cárok végnapja, Antonio Castillo-val)
- Goya-díj
  - 1988 (Szél hátán)
  - 1994 (Canción de cuna)
  - 2003 (Carmen)
  - 2004 (Szent Lajos király hídja)